# Giovanni Angelo Franzoni
Giovanni Angelo Franzoni (* um 1550 in Cevio; † 26. Januar 1640 ebenda) war ein Schweizer Grundbesitzer, Rechtsanwalt, Landschreiber, Landeshauptmann und Unternehmer.

## Leben
Giovanni Angelo Franzoni war Sohn des Giovanni. Er heiratete Caterina geborene Franzoni, Tochter des Galeazzo Franzoni, (gestorben), dann heiratete er Apollonia (Nachname unbekannt) von Maggia. Er absolvierte eine Ausbildung zum Notar, übte diesen Beruf aber erst in seinen letzten Lebensjahren aus. Er war langjähriger Konsul von Cevio und ab 1585 Generalhauptmann der Vallemaggia-Miliz, Abgeordneter der Schweizer für Kirchen und religiöse Angelegenheiten im Tal und Landschreiber (Landscriba) der Vogtei von 1577 bis 1613. Im Jahr 1635 liess er in der Pfarrkirche von Cevio die Kapelle des Heiligen Franziskus errichten und ordnete die Feier von vier wöchentlichen Messen auf Dauer an. Er besass viele Almen im Tal und ein Sägewerk in Moscia, Fraktion der Gemeinde Ascona. Er gehörte zu den ersten in der Vogtei, die Holzhandel betrieben und für den Transport die Schwemmtechnik einsetzten.
Er war eine sehr umstrittene Persönlichkeit und wurde von seinen Untertanen immer wieder der Tyrannei, der Veruntreuung in Justizangelegenheiten und der unrechtmässigen Bereicherung durch die Auferlegung immer neuer Bussen und Steuern beschuldigt. Die Tagsatzung befasste sich 1596 mit der Angelegenheit; nach einer Untersuchung durch die Gesandten der zwölf Orte wurde Franzoni freigesprochen, aber verwarnt. Die Intervention schien jedoch den Konflikt zwischen den Talbewohnern und dem Kanzler nicht beizulegen: Tatsächlich wurden die Beschwerden bereits im Jahr nach dem Urteil wieder aufgenommen. Ein neuer Gesandter des Landtags wurde beauftragt, die Vorwürfe zu überprüfen und zu prüfen, ob Franzoni von seinem Amt suspendiert werden sollte; auch bei dieser Gelegenheit und bei mehrfach in den folgenden Jahren wurde der Kanzler an seine Pflicht erinnert. 1613 veranlasste eine weitere Beschwerde gegen ihn den Reichstag, ihn zu suspendieren und abzulösen; er verteidigte sich vehement und erreichte, dass die Kantone ihn anhörten. In der Zwischenzeit hatte sein Nachfolger jedoch bereits sein Amt angetreten, und er konnte sein Amt nicht mehr zurückgewinnen.